# グレン・デ・ブック
グレン・デ・ブック（Glen de Boeck、1971年8月22日 - ）は、ベルギー・ボーム出身の元同国代表サッカー選手、サッカー指導者。ポジションはDF。

## 経歴
現役自在は主にKVメヘレンとRSCアンデルレヒトでプレー。10シーズンを過ごしたアンデルレヒトではジュピラー・リーグを3度制し、4度のUEFAチャンピオンズリーグ本大会出場を経験した。
KVメヘレン所属時の1993年10月6日、ガボン代表との親善試合でベルギー代表デビュー。1998 FIFAワールドカップと2002 FIFAワールドカップの2つのメジャー大会に出場した。A代表通算36試合1得点。
現役引退後、アンデルレヒトでアシスタントコーチとして指導者キャリアをスタートさせ、2年間の修行を終えて2007-08シーズンから3シーズンの指揮をサークル・ブルッヘで執った。その後は国内クラブやオランダのVVVフェンローといったクラブの監督に就任するが、いずれも途中就任や成績不振での解任が続いた。

## 代表歴

### 出場大会
- ベルギー代表
  - 1998 FIFAワールドカップ
  - 2002 FIFAワールドカップ

### 試合数
- 国際Aマッチ 36試合 1得点（1993年-2002年）[4]

| ベルギー代表 | 国際Aマッチ | 国際Aマッチ |
| 年           | 出場        | 得点        |
| ------------ | ----------- | ----------- |
| 1993         | 1           | 0           |
| 1994         | 0           | 0           |
| 1995         | 2           | 0           |
| 1996         | 0           | 0           |
| 1997         | 1           | 0           |
| 1998         | 8           | 0           |
| 1999         | 11          | 0           |
| 2000         | 0           | 0           |
| 2001         | 6           | 0           |
| 2002         | 7           | 1           |
| 通算         | 36          | 1           |